# 斯韋雷
斯韋雷·西居爾松（古諾斯語：Sverrir Sigurðarson，約1145年/1151年—1202年3月9日），在挪威內戰時期曾成為挪威國王（1184年－1202年）。他與瑞典國王埃里克九世的女兒瑪格麗特·埃里克斯多特結婚，並誕下女兒克里斯蒂娜·斯維雷斯多特。
許多人認為他是挪威歷史上最重要的統治者之一。1177年，在與馬格努斯·埃林森的鬥爭中，他作為反對黨樺樹皮鞋黨的領導。在馬格努斯·埃林森於1184年在菲麥特戰役中被擊敗及被殺，斯韋雷成為唯一國王統治挪威。然而，與教會的分歧導致他在1194年被教會絕罰。另一場內戰開始反對派支持教會的牧杖黨，這持續到斯韋雷在1202年去世後。
關於斯韋雷生平最重要的歷史資料是斯韋雷薩迦，部分是在斯韋雷還活著的時候寫的。這個薩迦可能有偏見，因為前言指出該部分是根據斯韋雷的直接贊助而撰寫的。在教會事務方面，教宗和挪威主教之間的通信可以作為替代來源。薩迦和信件大多同意這些事實。
據說，國王斯韋雷很矮，所以他通常在戰鬥中從馬背上指揮他的部隊。這種對比對於傳統的北歐戰士理想來說是偉大的，在這些理想中，國王應該從戰線的前線帶領他的人。斯韋雷是一位才華橫溢的即興創作者，無論是在政治生活還是軍事生活中。 他的創新策略經常幫助樺樹皮鞋黨對抗更多傳統的對手。 在戰鬥期間，他讓他的人員在較小的群體中操作，而以前的戰術類似於盾牆是首選。 這使得樺樹皮鞋黨更具移動性和適應性。

## 生平
根據薩迦，斯韋雷於1151年出生，於是耿希爾德（Gunnhild）和她的丈夫烏納斯（Unås）的兒子，而父親是一位來自法羅群島的梳子製造商。當斯韋雷五歲的時候，全家搬到法羅群島，在奇爾丘伯烏爾的烏納斯的兄弟主教羅埃（Roe）的家中養大斯韋雷。正是在這裡，斯韋雷為祭司學習並被任命。奇爾丘伯烏爾的牧師學校一定是高標準的，因為斯韋雷後來被描述為受過良好教育。傳說他隱藏在村莊附近的一個山洞裡。這個洞穴實際上存在，並且在斯特萊莫伊的南端給了斯韋雷巢穴山（303米，“斯韋雷的洞穴”）它的名字。
然而，斯韋雷不適合祭司的生活。傳奇說他有幾個夢，他認為這是他注定要做更多事情的標誌。此外，在1175年，他的母親透露，斯韋雷實際上是西格德二世的兒子。 在接下來的一年裡，斯韋雷前往挪威謀求命運。

### 斯韋雷聲稱的質疑
斯韋雷薩迦的故事是官方版本。歷史學家質疑它的真實性，特別是關於斯韋雷所謂的父親是西居爾二世的可靠性。一些歷史學家認為他聲稱自己是西居爾二世的兒子是假的，就像他的許多同時代人一樣。其他人則認為他的主張是真實的，而大多數歷史學家都發現斯韋雷聲稱不能給出明確的答案。雖然國王誕下私生子被認為是理所當然的，但其他事實表明斯韋雷在他來到挪威時已經是三十出頭，尤如他自己的兒子和侄子的年齡。有人反對斯韋雷聲稱根據教會法，因為必須至少30歲才有資格獲得牧師此職位。如果斯韋雷在他成為一名牧師時已經30歲，那麼這就是他出生於不遲於1145年，如果西居爾二世出生於1133年，他的主張變成不可能。但是此反對說法沒有令人信服。因為當時斯堪的納維亞經常忽略此年齡限制。然而，其他反對的說法仍然存在，因為斯韋雷一直拒絕服從以神明裁判證明他的主張。當時，王位申索者進行神明裁判是慣例，其成效似乎亦普遍被接納；然而斯韋雷卻拒絕接受。如果斯韋雷的說法是錯誤的，就缺乏繼位的合法性，使他的計劃面臨失敗。無論如何，他的動機是很明確：要奪取挪威的王位，無論他是否能證明他擁有皇室血統。畢竟，自從哈拉爾·吉勒（Harald Gille）以來，其他挪威王位申索者同樣面對其父系主張的質疑。
雖然西居爾二世的女兒塞西莉亞·西居爾斯多塔（英格二世之母）是否承認斯韋雷是西居爾二世的兒子尚無定論，但是斯韋雷的行動在卻為她提供一個受其歡迎的可能性，可以與其丈夫離婚，因為她聲稱受厄爾林·斯卡克強迫成婚的。
得到瑞典伯爵比耶爾‧布羅薩的支持充分地表明瑞典人的務實政治，因為他們認為在挪威與他們結盟的黨派需要一位新領導人，並選擇了斯韋雷。然而，斯韋雷並不是比耶爾‧布羅薩的首選。他們首先支持於1177年在雷地戰役中去世的埃斯泰因·美依拿（埃斯泰因二世的私生子）。其實瑞典王國本身亦是正在內戰，而在國王埃里克九世之後的埃里克王朝諸王與丹麥國王瓦爾德馬大帝正在戰鬥。幾十年前，厄爾林·斯卡克已經投靠瓦爾德馬大帝，所以當時瑞典人為了自身利益支持反對厄爾林·斯卡克政權的人，即斯韋雷。

### 1176年的挪威
1176年，挪威從數十年的多次內戰中慢慢恢復過來。內戰原因主要是缺乏明確的繼承法。根據舊習俗，所有國王的兒子，無論是合法的還是私生的，都有平等的繼承權。兄弟們亦習而為常共同統治王國，但是當爭呦出現時，結果通常是戰爭。
斯韋雷聲稱他的父親西居爾二世在1155年被他的兄弟英格一世所殺害.西居爾二世的兒子哈康二世被父親的追隨者推舉為國王。衝突現在變成一場地區衝突，英格一世在維育得到強力的支持，而哈康二世的大部分追隨者都來自特倫德拉格。英格一世於1161年被擊倒後，他的支持者隨後將五歲的馬格努斯五世推舉為國王。馬格努斯五世是厄爾林·斯卡克和Kristin的兒子，他是前任國王西居爾一世的女兒。1162年，在Veøy戰役中，哈康二世被擊敗，他的派系開始崩潰。1164年，馬格努斯五世被尼達羅斯大主教埃斯泰因·厄林德森加冕。隨著教會和大多數貴族支持他，馬格努斯五世的王權變得安全。隨後發生了幾次起義，但都被鎮壓下去。厄爾林·斯卡克在他兒子的年幼期間一直是攝政王，並且直至到馬格努斯五世成年之後仍然是該國的真正統治者。

### 斯韋雷會見樺樹皮鞋黨
因此，當斯韋雷來到挪威時，他發現起義成功的前景很小。當時他心煩意亂地在東部旅行，並在聖誕節前夕來到瑞典的東約特蘭。他在那裡會見當地的統治者比耶爾‧布羅薩，他與西居爾二世的妹妹布里吉特·哈拉爾斯多塔結婚。斯韋雷向比耶爾‧布羅薩透露他對挪威王位要求，但比耶爾起初不願意提供任何援助。因為他已經支持另一個派系樺樹皮鞋黨-樺樹腿。這個派系於1174年在埃斯泰因·莫伊爾的領導下成長，後者聲稱自己是國王埃斯泰因二世的兒子。樺樹皮鞋黨的名字由來是因為他們的貧困導致他們當中的一些人將樺樹的樹皮纏繞在他們的腿上，而不是穿著鞋子。但是在1177年1月，樺樹皮鞋黨派在雷地戰役中遭遇慘敗，而埃斯泰因被殺。斯韋雷遇見韋姆蘭的殘餘樺樹皮鞋黨黨羽。雖然初時有點懷疑，斯韋雷讓自己被說服成為樺樹皮鞋黨派的下一任領導人。

## 權力攀升
根據該薩迦，在與斯韋雷最初接觸後，樺樹皮鞋黨已經被淪為一支由不超過70人組成的強盜和流浪者黨派。許多人認為斯韋雷的成就是將樺樹皮鞋黨黨員變成一支技術嫻熟的職業軍隊，此證明了他的領導才能。

### 艱難歲月
在早期作為樺樹皮鞋黨的領導者，斯韋雷和他的人馬幾乎一直在被追殺。樺樹皮鞋黨一般被視為麻煩製造者，普通民眾認為他們沒有成功的機會，因為大多數人都渴望和平。雖然農民聚集與強化戰鬥的樺樹皮鞋黨是無法相提並論，但馬格努斯五世或厄爾林·斯卡克的軍隊仍是經常追捕樺樹皮鞋黨。
1177年6月，斯韋雷首先率領他的士兵前往特倫德拉格，斯韋雷在奧雷庭被宣佈成為國王。由於這是選擇國王的傳統場所，此事具有重要的象徵意義。然後，樺樹皮鞋黨黨員向南移動到哈德蘭，在那裡他們再次被迫向北走。然後斯韋雷決定轉向西面，試圖讓卑爾根的軍隊出人意料。然而，樺樹皮鞋黨在沃斯遭到當地農民的伏擊。雖然樺樹皮鞋黨最後取得勝利，但突襲卑爾根的條件被消除，迫使該組織再次向東進軍。在松恩山脈幾乎被凍死之後，他們在厄斯特達爾山谷過冬。
第二年春天，在維肯短暫停留後，斯韋雷和樺樹皮鞋黨回到特隆赫姆。樺樹皮鞋黨現在轉向更具對抗性的戰略。然而，對尼達洛斯的攻擊以哈特哈默戰役（Slaget på Hatthammeren）的失敗告終。在逃向南方後，他們在靈厄里克遇到馬格努斯五世的軍隊，最後樺樹皮鞋黨在此次小衝突以戰術勝利而結束。鼓勵的是樺樹皮鞋黨回到特隆赫姆，並成功地收服該地區，足以留在尼達洛斯過冬。
1179年的春天，馬格努斯五世和厄爾林·斯卡克攻擊尼達羅斯，迫使他們作出另一次明顯的撤退。確信樺樹皮鞋黨再次向南逃亡，馬格努斯五世和他的手下開始自滿。然而，斯韋雷在高爾谷突然轉向，再次向該城市進兵。這兩支軍隊於6月19日在考夫辛納戰役中相遇。厄爾林·斯卡克在一場以斯韋雷取得顯著勝利而結束的戰鬥中喪生。這場勝利確保斯韋雷對特倫德拉格的控制。

### 對法袍黨的勝利
斯韋雷在考夫辛納的勝利之後，形勢上有所改變。特倫德拉格接受斯韋雷作為他們的國王；雙方的勢力現在更為相等。馬格努斯五世的政黨在某些時候開始獲得法袍黨（Heklunger）的綽號。Hekle是古諾斯語的勾邊，這裡可能意味著傳統的僧侶外衣。因此，法袍黨可能因與教會密切聯繫而得名。
接下來是幾場戰鬥。1180年春天，馬格努斯五世再次攻擊特倫德拉格，這次是來自挪威西部的應徵者。但在尼達洛斯外面的Ilevollene戰役（Slaget på Ilevollene），法袍黨再次被擊敗，馬格努斯五世逃到丹麥。隨著馬格努斯五世離開挪威，斯韋雷可以向南航行並佔領卑爾根，但他對該地區的控制仍然很弱。
決心在對陣樺樹皮鞋黨的比賽中取得決定性勝利，馬格努斯明年將帶著他的艦隊回歸。這兩支部隊於1181年5月31日在海上相遇大戰，此為諾德勒斯戰役。這場戰鬥以樺樹皮鞋黨的戰術勝利告終；當馬格努斯五世被誤認為已經被殺害時，法袍黨逃離。由於他的軍隊狀態不佳，斯韋雷決定退出特倫德拉格。當時正在嘗試進行談判，但這些嘗試很快就破裂。馬格努斯五世不會接受斯韋雷作為同等地位的共治國王，而斯韋雷也不能接受成為馬格努斯五世的附庸。
由於馬格努斯五世在卑爾根的位置控制著挪威西部，因此斯韋雷保留他的人員是一個問題。因此，斯韋雷帶領他的士兵向南前往堅固的赫克隆堡壘維肯。因此，他可以讓他的人在這裡掠奪，對他的事業幾乎沒有什麼損害。然而，馬格努斯五世很好地利用斯韋雷的缺席。同年11月，他突襲特倫德拉格並燒毀樺樹皮鞋黨的艦隊。斯韋雷不得不返回或冒著失去一個安全立足點的風險。
在1182年夏天，馬格努斯五世試圖通過圍攻來攻取尼達羅斯，但當樺樹皮鞋黨發動夜間突襲時，他們遭受嚴重損失。斯韋雷立即開始廣泛的造船計劃。如果沒有艦隊，他就無法將自己的影響力擴展到南方。1183年春天，斯韋雷用他部分的新艦隊襲擊卑爾根。斯韋雷避開敵方偵察兵，令法袍黨猝不及防，控制了馬格努斯五世整個艦隊。馬格努斯五世只好留下皇冠和權杖，逃到丹麥。
在中世紀斯堪的納維亞的海戰中，擁有最大和最高艦艇的一方通常會有優勢，因為這意味著船員可以使用射彈和其他武器從上方攻擊敵人。斯韋雷建造當時最大的船艦－瑪利亞蘇達。由於其巨大的船身，瑪利亞蘇達的航行性能相當差，只有在狹窄的峽灣內才有用。無論是因為運氣還是好策略，這種情況很快就會出現。
1184年初春，馬格努斯五世率領新的艦隊從丹麥返回維肯。1184年4月，他向北航行到卑爾根。大約在同一時間，斯韋雷去了松恩鎮壓當地的叛亂，當馬格努斯五世於六月來到卑爾根時，斯韋雷仍然在那裡。在收拾那裡少數的樺樹皮鞋黨後，聽到斯韋雷當前所在位置的消息，馬格努斯五世再次起航。這兩支艦隊於6月15日在狹長的松恩峽灣的菲麥特相遇。事實證明，菲麥特之戰是樺樹皮鞋黨和法袍黨之間最後一場鬥爭。馬格努斯五世雖然有幾艘大型船艦，但沒有像瑪利亞蘇達那樣巨大的。雖然瑪利亞蘇達抵擋敵方艦隊的一半，而其餘部隊襲擊敵方其他船艦。當法袍黨乘坐大型船隻逃離時，恐慌開始蔓延。這些船很快就變得超負荷並開始下沉。許多受傷和疲憊的士兵無法維持在海上飄浮而淹死，包括馬格努斯五世。法袍黨領導層大多數都落在那裡，雙方都有大量死傷。沒有領導者，法袍黨現已成為四分五裂的政黨。經過六年的鬥爭，斯韋雷現在終於可以宣稱自己是挪威唯一且無可爭議的國王。

## 艱難的統治
本是不滿的牧師與他的一群流浪者和受排斥的人現已成為挪威的國王和統治者，斯韋雷努力鞏固他的權力。斯韋雷把忠誠的支持者放在王國的高位，並通過婚姻聯盟來連結新舊貴族。斯韋雷本人與聖埃里克的女兒、現任瑞典國王克努特·埃里克松的妹妹瑪格麗塔·埃里克斯多塔結婚。
雖然挪威在過去的幾十年內戰裡曾經發生過幾次沖突，但勝利者卻多數可與他的對手和解。然而，斯韋雷當時卻證明和解是困難的。這是一場長期戰爭，傷亡人數比以前的衝突更多。大多數舊貴族都失去很多成員，渴望復仇。此外，許多非貴族血統的人卻現在被提升到成為貴族，令許多人難以接受。和平變成不會持久。

### “僧袍”與“島人”
1185年秋天，前教士“僧袍”約翰宣稱自己是前國王英格一世之子，在新的僧袍黨成員簇擁下於維肯起事。僧袍黨是法袍黨餘眾的繼承者，大多數是來自法袍黨有關聯的貴族。很快他們便佔領了東挪威和西挪威的法袍黨前據點。1186年秋天，“僧袍”約翰便襲擊尼達洛斯。這場襲擊大出斯韋雷的意料之外，不過因為他躲避於新造的石建城堡－斯韋雷城堡中，“僧袍”約翰對他無可奈何，只能匆匆收兵退走，斯韋雷因而逃過一劫。1188年，斯韋雷以大型艦隊向南航行。雙方第一次在通斯堡相遇，但雙方都不敢與對方開戰。 “僧袍”約翰溜到卑爾根。斯維爾在聖誕節前就襲擊卑爾根。“僧袍”約翰被殺，結束了“僧袍”的叛亂。隨後發生一些輕微的起義，但這些起義比一般土匪還弱，並在輕易被當地的軍隊鎮壓下去。
下一個嚴重的威脅來自於1193年的「島人(Øyskjeggene)」（Isle Beards）。 這個組織的王位覬覦者是西居爾·馬格努森，一名自稱是馬格努斯·埃林森私生子的孩子。真正的領導者是馬格努斯五世的姐夫豪爾徹伊·約翰森，他與奧克尼伯爵哈拉爾德·馬達德森合謀，哈拉爾德‧馬達德松將他的大多數人聚集在奧克尼群島和設得蘭群島，因此該組織得名為“島人”。在維肯建立基地後，島人航行至卑爾根。雖然他們佔領卑爾根本城和周邊地區，但是樺樹皮鞋黨的軍隊仍然守在斯韋雷城堡。1194年春天，斯韋雷的軍隊向南航行，以對抗島人。這兩支艦隊於4月3日在伏洛沃格戰役中相遇。在這裡，樺樹皮鞋黨的戰鬥經驗證明是決定性的。豪爾徹伊和他的大多數跟隨者在此戰役一起被殺。

### 斯韋雷和教會
挪威教會於1152年在尼達羅斯的大主教下組織。在1161年成為大主教的埃斯泰因·厄林德森是馬格努斯·埃林森的主要支持者之一。作為回報，教會亦已確立其作為一個獨立機構的地位，並獲得了一些特權。
埃斯泰因於1183年從英格蘭回到尼達羅斯，在他人生最後的幾年裡，教會與國王之間存在著休戰狀態。當埃斯泰因於1188年1月26日去世時，斯塔萬格主教埃里克·伊瓦森當選為他的繼任人。斯韋雷當時可能希望他與教會的關係能夠正常化。因此，他嘗試接近埃里克，希望被主教加冕 - 這是承認他王位的明確證據。然而，在埃里克眼中，斯韋雷只不過是一個篡位者和弒君者。
隨著斯韋雷開始建立一系列與挪威教會傳統創始人聖奧拉夫（St. Olaf）所製定的教會法相違背的特權，這種情況升級為公然違反。埃里克一邊向國王和他的士兵傳教，另一面卻向教宗投訴，但在短期內他手上的進攻武器很少。1190年，斯韋雷試圖迫使大主教服從，聲稱埃里克違法地將服役的武裝人員加至90名。根據法律規定，大主教的守衛僅限於30人。埃里克沒有服從國王的意願，而是逃到了丹麥大主教的所在地隆德。並從那裡派出一個代表團到羅馬向教宗尋求建議。
在大主教缺席的情況下，斯韋雷特別加強了對主教和尼古拉斯·阿内松的控制。尼古拉斯是英格一世·哈拉爾松的同母異父的兄弟，並於1190年違背斯韋雷的意願下成為奧斯陸教區主教。在伏洛沃格的“島人”被掃平後，斯韋雷安排與尼古拉斯會面，他聲稱有證據證明主教與“島人”勾結。國王指控尼古拉斯叛國並威脅要嚴厲懲罰。尼古拉斯只好歸順，並於6月29日與其他主教一起將斯韋雷加冕為挪威國王。斯韋雷的國內牧師當選為卑爾根主教。
與此同時，大主教埃里克終於收到聖座的答覆。教宗雷定三世於1194年6月15日的一封信中闡述挪威教會的基本權利，並支持埃里克的各項呈請 。在這封信的授權下，埃里克可以採取步驟將斯韋雷逐出教會，並命令挪威主教與他一起流亡丹麥。
第二年春天，斯韋雷將仍然忠誠的哈馬爾主教托爾派遣到羅馬，在教宗面前辯護。根據薩迦，他於1197年初帶著一封教宗的信件回來，此信廢除對斯韋雷的絕罰。在丹麥，據說托爾生病並在可疑情況下死亡，但逝世前將教宗信件典當。典當商隨後前往挪威並將其運送給不惜代價的斯韋雷。沒有其他來源證實這個故事，大多數歷史學家現在都同意這封信是偽造的。
隨著教宗雷定三世於1198年1月去世，衝突因而進入短暫的平靜期，直到新教宗諾森三世從新干預，但隨後衝突進一步升級。10月，諾森三世將挪威置於禁令之下並致信埃里克指控斯韋雷偽造信件。他還致信勸告鄰國國王剝奪斯韋雷的權利。但是各國王卻做了相反的事情：瑞典繼續積極支持樺樹皮鞋黨，而英格蘭國王約翰派遣僱傭兵幫助斯韋雷。在1200年，諾森三世發現有必要警告坎特伯雷大主教不要接受斯韋雷的其他禮物。
大約在這個時候，一個親近斯韋雷的人寫了一篇反對主教的演講—En tale mot biskopene。在這項工作中，未知的作者討論國王與教會之間的關係。通過參考眾所周知的神學著作，如《格拉提安教令集》及希波的奧古斯丁的著作後，作者試圖證明斯韋雷被逐出教會是不公正的，因此沒有約束力。提交人還試圖捍衛斯韋雷任命主教的權利。為了支持這種觀點，他必須解釋挪威法律，因為教會長期以來認為這是買賣聖職。到此時，斯韋雷與被教會支持而崛起的牧杖黨正面交鋒，與教會的直接鬥爭變成了旁枝而已，至少對他個人而言是這樣的。

## 與牧杖黨的戰爭
1196年春天，牧杖黨在丹麥的Halør成立，反對斯韋雷。他們的領袖是尼古拉斯·阿内松及來自維肯的貴族賴伊德‧桑德曼和厄爾林·斯卡克的私生子西居爾‧雅爾森。大主教埃里克也表示支持。他們選擇了據稱是馬格努斯五世的兒子英格·馬格努森作為他們的國王。然後他們又航行回到挪威。
斯韋雷碰巧在維肯，兩支部隊很快就遇到對方，儘管沒有進行過重大的戰鬥。斯韋雷給他的長子西居爾‧拉瓦德職責，讓西居爾守護他建造的弩砲。然而，牧杖黨發起夜襲，其中弩砲被摧毀，西居爾‧拉瓦德和他的手下被趕走。斯韋雷非常憤怒，再也沒有給兒子下命令。經過一些更加優柔寡斷的戰鬥，斯韋雷向北航行到特隆赫姆，並在那裡過冬。牧杖黨讓英格·馬格努森被擁立為國王，並很快建立對維肯地區堅定的控制權，並以奧斯陸為首都。
1197年春天，斯韋雷從挪威北部和西部地區召集萊當，並在5月份帶領7000多人向南航行去維肯，這是一支相當大的力量。樺樹皮鞋黨於7月26日襲擊奧斯陸，雙方各有嚴重傷亡後，牧杖黨被迫進入內陸。斯韋雷立即花一些時間對該地區徵收戰爭稅，但隨著他的萊當部隊接近叛變，斯韋雷撤回卑爾根，他決定在卑爾根度過這個冬天。這是一個近乎致命的錯誤。與此同時，牧杖黨一直向北行駛到特倫德拉格，他們進入尼達洛斯時幾乎沒有人反對。斯韋雷城堡的駐軍堅守了一段時間，直到他們的指揮官Torstein Kugad變節並讓牧杖黨進入城堡。 牧杖黨完全拆除斯韋雷城堡。斯韋雷的家鄉現在處於敵人手中。
1198年是斯韋雷命運的最低點。5月，斯韋雷發起奪回特倫德拉格的計劃。這次計劃未能為斯韋雷帶來驚喜，而樺樹皮鞋黨的艦隊主要由小型船組成。在隨後的海戰中，樺樹皮鞋黨遭到慘敗。在這場戰鬥之後，牧杖黨進一步鞏固他們對特倫德拉格的控制，許多牧杖黨成員認為是他們將會是勝利的一方。
在失敗之後，斯韋雷一瘸一拐地回到卑爾根。在尼古拉斯·阿内松和斯塔斯塔德的哈維特領導下的人數較多的牧杖黨軍隊追殺。斯韋雷繼續佔據卑爾根要塞。這座城堡被證明是堅不可摧的，為樺樹皮鞋黨提供一個安全的行動基地。接下來的夏天被稱為“卑爾根的夏天”，並在卑爾根地區以優柔寡斷的小衝突為主。 8月11日，牧杖黨放火燒毀卑爾根。卑爾根被摧毀，甚至教堂也被燒毀。面對飢荒，斯韋雷與他的軍隊一起溜走到特倫德拉格。
在特倫德拉格，大多數人仍然忠於斯韋雷，許多人加入牧杖黨後現在又變節。斯韋雷還能夠因為牧杖黨在卑爾根的野蠻行徑而得到支持。特倫德拉格人民承諾為斯韋雷提供新船隊，在建造所有8艘大型船舶並改造了幾艘運輸船。牧杖黨於6月初駛入特隆赫姆峽灣。1199年6月18日，這兩支艦隊在斯特林德峽灣戰役中相遇，斯維爾贏得一場慘烈的勝利，倖存的牧杖黨逃到丹麥。
斯韋雷現在可以控制維肯並準備在奧斯陸度過冬天，但鄉村的民眾仍然充滿敵意。第二年初，隨著大量人群開始向奧斯陸進軍，並自發性地起義驅逐樺樹皮鞋黨。這支農民軍隊並沒有經過訓練，而且沒有組織，所以不是訓練有素的樺樹皮鞋黨對手。在1200年3月6日的一場戰鬥中，農民軍被逐漸地打敗。然而，樺樹皮鞋黨對該地區的控制仍然很弱，斯韋雷決定返回卑爾根。
隨著斯韋雷離開，牧杖黨又可以從丹麥返回，他們很快就重新建立對挪威東部的控制。然後雙方花了一年時間攻打對方領土，但是雙方卻沒有持久的利益，儘管樺樹皮鞋黨在海上佔了上風。
在1201年春季，斯韋雷從卑爾根出發，他將有一支龐大的萊當投入此次生命中最後的遠征。有了這支軍隊，他可以在夏天期間在奧斯陸峽灣的兩邊都要求戰爭稅卻不被反對。9月，他在滕斯貝格建立營地，圍攻由賴伊德‧桑德曼和他的手下駐守的滕斯貝格保壘。由於牧杖黨的其他領導人不敢派遣救援部隊而且守衛沒有因為斯韋雷的詭計而陷入困境，因此圍困拖了數月。最後，於1202年1月25日，賴伊德‧桑德曼和他的士兵投降，斯韋雷決定乘船返回卑爾根。
斯韋雷在回程途中病倒，當他們到達卑爾根時，國王正在彌留之際。在他的病床上，斯韋雷任命他唯一的活著的兒子哈康為他的繼承人，並遺下一封信建議哈康三世尋求與教會和解。斯韋雷於1202年3月9日去世。